# Grammy Award du meilleur album historique
Le Grammy Award du meilleur album historique (Best Historical Album) est une récompense décernée lors des cérémonies annuelles des Grammy Awards décernée à l'album historique de l'année.

## Lauréats
| Année | Producteurs de la compilation                                                 | Ingénieur du mastering | Artiste                        | Album                                                        |
| ----- | ----------------------------------------------------------------------------- | ---------------------- | ------------------------------ | ------------------------------------------------------------ |
| 2022  | Patrick Milligan et Joni Mitchell                                             | Bernie Grundman        | Joni Mitchell                  | Joni Mitchell Archives, Vol. 1: The Early Years (1963-1967)  |
| 2023  | Cheryl Pawelski et Jeff Tweedy                                                | Bob Ludwig             | Wilco                          | Yankee Hotel Foxtrot (20th Anniversary Super Deluxe Edition) |
| 2024  | Robert Gordon, Deanie Parker, Cheryl Pawelski, Michele Smith & Mason Williams | Michael Graves         |                                | Written In Their Soul: The Stax Songwriter Demos             |
| 2025  | Meagan Hennessey et Richard Martin                                            | Richard Martin         | King Oliver's Creole Jazz Band | Centennial                                                   |